# Гологлав папагал
Гологлавите папагали (Psittrichas fulgidus), наричани също папагали на Песке, са вид средноголеми птици от семейство Psittrichasiidae, единствен представител на подсемейство Psittrichasinae и род Psittrichas.
Разпространени са в планинските екваториални гори на остров Нова Гвинея. Достигат дължина 46 сантиметра и маса 680 – 800 грама. Хранят се почти изцяло с плодовете на няколко вида фикус.